# پاتا
پاتا یک آب‌سنگ حلقوی و منطقه شهرداری در در ناحیه فایچوک در ایالت چوک در کشور ایالات فدرال میکرونزی است.
{{Infobox settlement
|name=پاتا|native_name=پاآتا|native_name_lang=|motto=|image_skyline=|map_alt=|image_caption=موقعیت آب‌سنگ حلقوی پاتا|pushpin_map=Federated States of Micronesia|pushpin_label_position=|pushpin_map_alt=|pushpin_map_caption=|latd=7|latm=23|lats=24|latNS=N|longd=151|longm=52|longs=12|longEW=E